# Viva Villa !
Pour plus de détails, voir Fiche technique et Distribution.
Viva Villa ! est un film américain réalisé par Jack Conway, sorti en 1934.
Il s'agit d'une adaptation du roman A Recovery of the Real Pancho Villa d'Edgecumb Pinchon et O. B. Stade.

## Synopsis
Biographie romancée de Pancho Villa. Au Mexique, en 1880, Pancho Villa venge son père tué par un riche propriétaire et prend le maquis. Quelques années plus tard, sa réputation de défenseur des pauvres lui permet de lever une armée pour libérer le peuple opprimé.

## Fiche technique
- Titre : Viva Villa !
- Réalisation : Jack Conway, Howard Hawks (non crédité)
- Scénario : Ben Hecht d'après le livre de Edgecumb Pinchon et O.B. Stade
- Assistants réalisateur : John Waters, Richard Rosson et Arthur Rosson (non crédités)
- Photographie : Charles G. Clarke, James Wong Howe et Clyde De Vinna (non crédité)
- Montage : Robert Kern
- Musique : Herbert Stothart
- Producteur : David O. Selznick
- Société de production : Metro-Goldwyn-Mayer
- Société de distribution : Metro-Goldwyn-Mayer
- Pays d'origine :  États-Unis
- Format : Noir et blanc - 35 mm - 1,37:1 - Son : Mono (Western Electric Sound System)
- Genre : Western
- Durée : 115 minutes (1 h 55)
- Dates de sortie :
  - États-Unis : 10 avril 1934 (New York) | 27 avril 1934 (sortie nationale)
  - France : 24 août 1934

## Distribution
- Wallace Beery : Pancho Villa
- Leo Carrillo : Sierra
- Fay Wray : Teresa
- Donald Cook : Don Felipe de Castillo
- Stuart Erwin : Jonny Sykes
- Henry B. Walthall : Francisco Madero
- Joseph Schildkraut : Général Pascal
- Katherine DeMille : Rosita Morales
- George E. Stone : Emilio Chavito
- Phillip Cooper : Pancho Villa jeune
- David Durand : Bugle boy
- Frank Puglia : Père de Pancho Villa
- Ralph Bushman : Wallace Calloway
- Adrian Rosley : Alphonso Mendoza
- Henry Armetta : Alfredo Mendosa
- George Regas : Don Rodrigo

Et, parmi les acteurs non crédités
- Mischa Auer : un attaché militaire
- Steve Clemente : un subordonné du général Pascal
- John Davidson : Général Lopez

## Récompenses et distinctions
- Prix d'interprétation masculine à la Mostra de Venise pour Wallace Beery
- Oscar du meilleur assistant réalisateur pour John S. Waters.